# 古代ギリシア語の動詞
古代ギリシア語の動詞は非常に複雑な形態論的特徴を見せている。これは、名詞・形容詞・代名詞・冠詞・数詞などの格変化と同様に、インド・ヨーロッパ祖語の形態論から受け継がれた特徴である。とりわけ、動詞のシステムはインド・ヨーロッパ祖語の多くの要素を残しており、中でも、ラテン語では消滅している中動態の存在は、古代ギリシア語の際立った特色（複雑さ・難解さまで含めて）となっている。
古代ギリシア語には多くの方言があったが、この項目では、紀元前430年頃から紀元前330年頃までの期間にアテナイで話されていたアッティカ方言の形態論と統語論を中心に取り上げる。
古代ギリシア語の動詞には、4つの法（直説法、命令法、接続法、希求法）、3つの態（能動態、中動態、受動態）、3つの人称（1人称、2人称、3人称）、3つの数（単数、双数、複数）がある。
- 直説法には7つの時制がある。現在、未完了過去(en)、未来、アオリスト（単純過去）、現在完了、過去完了、未来完了（最後の2つは使用が稀）。
- 命令法と接続法には3つの時制のみがある。現在、アオリスト、現在完了。
- 希求法、不定詞、分詞には4つの時制（現在、アオリスト、現在完了、未来）と3つの態がある。

直説法以外では、時制の違いは動詞の行為が行われる「時」の違いではなく、「相（アスペクト）」の違いを表している。
動詞は人称に応じて語形変化し、どの人称かは人称語尾で示される。動詞の語形変化を「活用」(conjugation)と呼ぶ。例えば、動詞 λύω（lúō、「私は解放する」、1人称単数、"I free"）の活用は、2人称単数：λύεις（lúeis、「君は解放する」、"you free"）、3人称単数：λύει（lúei、「彼/彼女は解放する」、"he/she frees"）のように続く。単数と複数でそれぞれ1人称・2人称・3人称の3つの人称、双数では2人称（「君たち2人」）と3人称（「彼ら2人」）があるが、双数の使用は稀である。
動詞の活用の型には、「ω動詞（ō動詞）」（または「語幹形成母音動詞」、thematic verb）と「μι 動詞（mi動詞）」（または「非語幹形成母音動詞」、athematic verb）の2種類がある。「ω動詞（ō動詞）」は語幹形成母音(thematic vowel)の/o/か/e/が入ることを特徴とし、「μι 動詞（mi動詞）」はそれが入らずに語根に直接、語尾が付く。活用語尾のパターンは「本時制」(primary tense)と「副時制」(secondary tense)に分かれ、前者は直説法の現在・未来・現在完了・未来完了、及び、接続法で用いられ、後者は直説法の未完了過去・アオリスト・過去完了、及び、希求法で用いられる。
直説法の過去時制を作るには、語頭（語幹）に「加音」(augment)(en)の母音ε-（e-)を付ける。例えば、λύω（lúō、「私は解放する」、"I free"）は、未完了過去で ἔ-λυον（é-luon、「私は解放していた」、I was freeing"）、アオリストで ἔ-λυσα（é-lusa、「私は解放した」、"I freed"）となる。加音が現れるのは直説法のみで、その他の法、不定詞・分詞では用いない。完了時制を作るには、語頭の子音と母音/e/の結合形を語頭（語幹）に付ける。これを「畳音」(reduplication)(en)と呼ぶ。例えば、λέλυκα（léluka、「私は解放したことがある」、"I have freed"）、γέγραφα（gégrapha、「私は書いたことがある」、"I have written"）となる。畳音ができない動詞では加音となる。例えば、ηὕρηκα（hēúrēka、「私は見つけたことがある」、"I have found"）となる。完了時制の畳音（と加音も）は全ての法、不定詞・分詞に現れる。

## ω動詞（ō動詞）とμι動詞（mi動詞）
古代ギリシア語の動詞は2つのグループに分かれる。一つは「ω動詞（ō動詞）」で、「語幹形成母音動詞」(thematic verb)とも言い、人称語尾の前に語幹形成母音の/e/か/o/が入ることを特徴とする。例えば、λύ-ο-μεν（lú-o-men、「私たちは解放する」、"we free"）では語幹形成母音/o/が入っている。もう一つは「μι 動詞（mi動詞）」で、「非語幹形成母音動詞」(athematic verb)とも言い、人称語尾が語幹に直接付くことを特徴とする。例えば、ἐσ-μέν（es-mén、「私たちは～である」、"we are"）のようになる。前者の方が数の上では圧倒的に多い。

### ω動詞（ō動詞）
（活用表は παιδεύω（英語版 Wiktionary）を参照）

#### 能動態
ω動詞（ō動詞）の能動態現在の1人称単数は-ω（-ō)の語尾となる。このタイプの動詞は数の上で非常に多く、λέγω（légō、「私は言う」、"I say"）、γράφω（gráphō、「私は書く」、I write"）、πέμπω（pémpō、「私は送る」、"I send"）などがある。活用は通常、規則的である。以下は λέγω（légō）の例である。
- λέγω, λέγεις, λέγει, (λέγετον, λέγετον,) λέγομεν, λέγετε, λέγουσι(ν)

légō, légeis, légei, (légeton, légeton,) légomen, légete, légousi(n)

「1人称単数、2人称単数、3人称単数、（2人称双数、3人称双数）、1人称複数、2人称複数、3人称複数」
（私は言う、君は言う、彼/彼女/それは言う、（君たち2人は言う、彼ら2人は言う）、私たちは言う、君たちは言う、彼らは言う）（以下、人称変化形の記述では日本語訳は省略する）
（"I say, you say, he/she/it says, (you two say, they both say,) we say, you (pl.) say, they say"）
カッコ内は双数で、「2人の人、2つの物」を表し、1人称はなく、2人称と3人称のみとなる。使用されることは稀だが、アリストファネスやプラトンではまだ使用されていた。
- Ὅμηρός τε καὶ Ἡσίοδος ταὐτὰ λέγετον.[2]

Hómērós te kaì Hēsíodos tautà légeton.

「ホメロスとヘシオドスの2人は同じことを言っている」
（"Homer and Hesiod both say the same things"）
能動態現在の不定詞は -ειν（-ein)の語尾となる。例えば、λέγειν（légein、「言うこと」、"to say"）となる。

#### 中動態
中動態の人称語尾は1人称単数で -ομαι（-omai)となり、例えば、ἀποκρῑ́νομαι（apokrī́nomai、「私は答える」、"I answer"）、γίγνομαι（gígnomai、「私は～になる」、"I become"）のようになる。人称語尾は次のようになる。
- -ομαι, -ει/-ῃ, -εται, (-εσθον, -εσθον), -ομεθα, -εσθε, -ονται

-omai, -ei/-ēi, -etai, (-esthon, -esthon), -ometha, -esthe, -ontai

「1人称単数、2人称単数、3人称単数、（2人称双数、3人称双数）、1人称複数、2人称複数、3人称複数」
（"I, you (singular), he/she/it, (you two, the two of them), we, you (plural), they"）
中動態現在の不定詞は-εσθαι（-esthai)の語尾となる。例えば、ἀποκρῑ́νεσθαι（apokrī́nesthai''、「答えること」、"to answer"）となる。
ἀποκρῑ́νομαι（apokrī́nomai、「私は答える」、"I answer"）は能動態の語形を持たず、中動態のみの動詞であり、「異態動詞」(deponent verb)(en)と呼ばれる。これに対し、παύομαι（paúomai、「私は～するのをやめる」、自動詞、"I cease (doing something)"）には能動態の語形があり、παύω（paúō、「私は～をとめる」、他動詞、"I stop (something)"）となる。

#### 受動態
受動態は、現在・未完了過去・過去完了・現在完了・未来完了で中動態と同じ人称語尾となる。例えば、διώκομαι（diṓkomai、「私は追われる」、"I am pursued"）、κελεύομαι（keleúomai、「私は命令される」、"I am ordered (by someone)"）のようになる。
アオリストでは中動態とは異なる語尾となり、-σθην（-sthēn), -θην（-thēn), -ην（-ēn)となる。例えば、ἐδιώχθην（ediṓkhthēn、「私は追われた」、"I was pursued"）、ἐκελεύσθην（ekeleústhēn、「私は命令された」、"I was ordered"）、ἐβλάβην（eblábēn、「私は傷つけられた」、"I was harmed"）などとなる。これに対して、中動態のアオリストは -σάμην（-sámēn), -άμην（-ámēn), -όμην（-ómēn)となり、例えば、ἐπαυσάμην（epausámēn、「私はとめた」、"I stopped"）、ἀπεκρινάμην（apekrinámēn、「私は答えた」、"I answered"）、ἐγενόμην（egenómēn、「私は～になった」、"I became"）となる。

#### 母音融合動詞
ω動詞（ō動詞）には「母音融合動詞」(contracted verb)と呼ばれる一群の動詞がある。辞書では、語尾が -άω（-áō), -έω（-éō), -όω（-óō)の動詞として掲載されており、例えば、ὁράω（horáō、「私は見る」、"I see"）、ποιέω（poiéō、「私は行う」、"I do"）、δηλόω（dēlóō、「私は見せる」、"I show"）などがある。実際の文では、母音の α, ε, ο（a, e, o)が人称語尾と融合して一つの母音となるのが普通で、ὁράω（horáō、「私は見る」、"I see"）の現在は次のようになる。
- ὁρῶ, ὁρᾷς, ὁρᾷ, (ὁρᾶτον, ὁρᾶτον,) ὁρῶμεν, ὁρᾶτε, ὁρῶσι(ν)

horô, horâis, horâi, (horâton, horâton,) horômen, horâte, horôsi(n)

「1人称単数、2人称単数、3人称単数、（2人称双数、3人称双数）、1人称複数、2人称複数、3人称複数」
（"I see, you see, he/she/it sees, (you both see, they both see,) we see, you (pl.) see, they see"）
ποιέω（poiéō、「私は行う」、"I do"）の現在は次のようになる。
- ποιῶ, ποιεῖς, ποιεῖ, (ποιεῖτον, ποιεῖτον,) ποιοῦμεν, ποιεῖτε, ποιοῦσι(ν)

poiô, poieîs, poieî, (poieîton, poieîton,) poioûmen, poieîte, poioûsi(n)

「1人称単数、2人称単数、3人称単数、（2人称双数、3人称双数）、1人称複数、2人称複数、3人称複数」
（"I do, you do, he/she/it does, (you both do, they both do,) we do, you (plural) do, they do"）

δηλόω（dēlóō、「私は見せる」、"I show"）の現在は次のようになる。
- δηλῶ, δηλοῖς, δηλοῖ, (δηλοῦτον, δηλοῦτον,) δηλοῦμεν, δηλοῦτε, δηλοῦσι(ν)

dēlô, dēloîs, dēloî, (dēloûton, dēloûton,) dēloûmen, dēloûte, dēloûsi(n)

「1人称単数、2人称単数、3人称単数、（2人称双数、3人称双数）、1人称複数、2人称複数、3人称複数」
（"I show, you show, he/she/it shows, (you both show, they both show,) we show, you (plural) show, they show"）
能動態現在の不定詞は、ὁρᾶν（horân、「見ること」、"to see"）、ποιεῖν（poieîn、「行うこと」、"to do"）、δηλοῦν（dēloûn、「見せること」、"to show"）となる。
中動態と受動態もあり、ἀφικνέομαι（aphiknéomai、「私は到着する」、"I arrive"）、τιμάομαι（timáomai、「私は礼遇される」、"I am honoured"）のようになる。

### μι動詞（mi動詞）
（活用表は φημί（英語版 Wiktionary）を参照）

#### 能動態
μι動詞（mi動詞）は能動態現在の1人称単数が-μι（-mi)の語尾となる動詞を言う。例えば、εἰμί（eimí、「私は～である」、"I am"）、φημί（phēmí、「私は言う」、"I say"）、δίδωμι（dídōmi、「私は与える」、"I give"）、ἵστημι（hístēmi、「私は立てる」、他動詞、"I stand (transitive)"）のようになる。中動態の語尾は-μαι（-mai）となり、例えば、δύναμαι（dúnamai、「私は～できる」、"I am able"）のようになる。εἶμι（eîmi、「私は行く、行くだろう」、"I (will) go"）の現在形は古典期には未来の意味で用いられていた。
このグループの動詞は不規則な変化が多い。例えば、εἰμί（eimí、「私は～である」、"I am"）の現在は次のようになる。
- εἰμί, εἶ, ἐστί(ν), (ἐστόν, ἐστόν,) ἐσμέν, ἐστέ, εἰσί(ν)

eimí, eî, estí(n), (estón, estón,) esmén, esté, eisí(n)

「1人称単数、2人称単数、3人称単数、（2人称双数、3人称双数）、1人称複数、2人称複数、3人称複数」
（"I am, you are, he/she/it is, (you both are, they both are), we are, you (plural) are, they are"）
εἶμι（eîmi、「私は行く、行くだろう」、"I (will) go"）の現在は次のようになる。
- εἶμι, εἶ, εἶσι(ν), (ἴτον, ἴτον,) ἴμεν, ἴτε, ἴᾱσι(ν)

eîmi, eî, eîsi(n), (íton, íton,) ímen, íte, íāsi(n)

「1人称単数、2人称単数、3人称単数、（2人称双数、3人称双数）、1人称複数、2人称複数、3人称複数」
（"I will go, you will go, he/she/it will go, (you both will go, they both will go), we will go, you (plural) will go, they will go"）
δίδωμι（dídōmi、「私は与える」、"I give"）の現在は次のようになる。
- δίδωμι, δίδως, δίδωσι(ν), δίδομεν, δίδοτε, διδόᾱσι(ν)

dídōmi, dídōs, dídōsi(n), dídomen, dídote, didóāsi(n)

「1人称単数、2人称単数、3人称単数、1人称複数、2人称複数、3人称複数」
（"I give, you give, he/she/it gives, we give, you (plural) give, they give"）
その双数形は規則変化に従えば δίδοτον（dídoton)となるはずだが、実際には存在しない。
能動態の不定詞は語尾が-ναι（-nai)となり、例えば、εἶναι（eînai、「～であること」、"to be"）、ἰέναι（iénai、「行くこと」、"to go"）、διδόναι（didónai、「与えること」、"to give"）となる。

#### 中動態
中動態は、ἵσταμαι（hístamai、「私は立てる」、"I stand"）、δύναμαι（dúnamai、「私は～できる」、"I am able"）のようになる。人称語尾は次のようになる。
- -μαι, -σαι, -ται, (-σθον, -σθον), -μεθα, -σθε, -νται

-mai, -sai, -tai, (-sthon, -sthon), -metha, -sthe, -ntai

「1人称単数、2人称単数、3人称単数、（2人称双数、3人称双数）、1人称複数、2人称複数、3人称複数」
（"I, you (singular), he/she/it, (you two, the two of them), we, you (plural), they"）
不定詞は-σθαι（-sthai)の語尾となる。

#### 動詞οἶδα（oîda)
οἶδα（oîda、「私は知っている」、"I know"）は不規則動詞である。現在形の語尾はμι動詞（mi動詞）の完了時制の語尾と同じになる。
- οἶδα, οἶσθα, οἶδε(ν), (ἴστον, ἴστον,) ἴσμεν, ἴστε, ἴσᾱσι(ν)

oîda, oîstha, oîde(n), (íston, íston,) ísmen, íste, ísāsi(n)

「1人称単数、2人称単数、3人称単数、（2人称双数、3人称双数）、1人称複数、2人称複数、3人称複数」
（"I know, you know, he/she/it knows, (you both know, they both know), we know, you (plural) know, they know"）
不定詞は εἰδέναι（eidénai、「知ること」、"to know"）となる。

## 時制

### 時制のシステム
古代ギリシア語の動詞には7つの時制（tenses、ギリシア語で χρόνοι（khrónoi)、単数 χρόνος（khrónos)）がある。時間（過去・現在・未来）を区別する機能は直説法のみが担い、その他の法では相（アスペクト）の区別のみとなる。
|        |          | 完結相                   | 非完結相   | 完了相   |
| ------ | -------- | ------------------------ | ---------- | -------- |
| 本時制 | 未来の時 | 未来                     | 未来       | 未来完了 |
| 本時制 | 現在の時 | 現在                     | 現在       | 現在完了 |
| 副時制 | 過去の時 | アオリスト, (未完了過去) | 未完了過去 | 過去完了 |

接続法と命令法では3つの時制のみとなり、この3つでは時間の区別はなされず、相（アスペクト）の区別のみとなる。
| 完結相     | 非完結相 | 完了相   |
| ---------- | -------- | -------- |
| アオリスト | 現在     | 現在完了 |

希求法では、これと同じ3つの時制に加えて未来もある。希求法の未来は、直接話法では未来形を用いるところを、未来のことを間接話法で伝えるときに用いられる。
古代ギリシア語には現在完了進行形(present progressive, "he has been doing")や過去完了進行形(past perfect progressive, "he had been doing (earlier)")はなく、前者の意味では現在時制を、後者の意味では未完了過去を用いる。
πολλά γε ἔτη ἤδη εἰμὶ ἐν τῇ τέχνῃ.
pollá ge étē ḗdē eimì en têi tékhnēi.

「私は現在まで長年に渡って仕事をしている」（＝現在完了進行形の意味の現在）
（"I have been (直訳: I am) in the business for many years now"）
τὸ πλοῖον ἧκεν ἐν ᾧ ἐπῑ́νομεν.
tò ploîon hêken en hôi epī́nomen.

「私たちが以前にお酒を飲んでいた船が到着した」（＝過去完了進行形の意味の未完了過去）
（"The boat arrived in which we had (earlier) been drinking"）

### 時制の作り方

#### 動詞の主要部分
古代ギリシア語の辞書では動詞には6つの「主要部分」(principal parts)が記載されている。主要部分は、παιδεύω（paideúō、「教える」、"I teach, train"）では次のようになる。
- παιδεύω, παιδεύσω, ἐπαίδευσα, πεπαίδευκα, πεπαίδευμαι, ἐπαιδεύθην

paideúō, paideúsō, epaídeusa, pepaídeuka, pepaídeumai, epaideúthēn

「（私は）教える、教えるだろう、教えた、教えたことがある、教えられたことがある、教えられた」
（順に、現在、未来、アオリスト、現在完了、中・受動態現在完了、受動態アオリスト）
（"I teach, I will teach, I taught, I have taught, I have been taught, I was taught"）
主要部分の6つは次のようになっている。
- 現在時制(present tense)：παιδεύω（paideúō、「私は教える」、"I teach"）

人称語尾：-ω -εις -ει (-ετον -ετον) -ομεν -ετε -ουσι(ν)
- 未来時制(future tense)：παιδεύσω（paideúsō、「私は教えるだろう」、"I will teach"）

人称語尾：-σω -σεις -σει (-σετον -σετον) -σομεν -σετε -σουσι(ν)
- アオリスト時制(aorist active tense)：ἐπαίδευσα（epaídeusa、「私は教えた」、"I taught"）

人称語尾：-σα -σας -σε(ν) (-σατον -σατην) -σαμεν -σατε -σαν
- 現在完了時制(perfect active tense)：πεπαίδευκα（pepaídeuka、「私は教えたことがある」、"I have taught"）

人称語尾：-κα -κας -κε(ν) (-κατον -κατον) -καμεν -κατε -κᾱσι(ν)
- 中動態・受動態現在完了時制(perfect tense middle or passive)：πεπαίδευμαι（pepaídeumai、「私は教えられたことがある」、"I have been taught"）

人称語尾：-μαι -σαι -ται (-σθον -σθον) -μεθα -σθε -νται
- 受動態アオリスト時制(aorist passive tense)：ἐπαιδεύθην（epaideúthēn、「私は教えられた」、"I was taught"）

人称語尾：-θην -θης -θη (-θητον -θητην) -θημεν -θητε -θησαν

#### その他の時制
この6つ以外の時制はこれらを基にして作られる。例えば、未完了過去のἐπαίδευον（epaídeuon、「私は教えていた」、"I was teaching"）は現在（παιδεύω）の語幹が基になり、語頭にἔ-（é-)（「加音」、下記参照）を加える。過去完了ἐπεπαιδεύκη（epepaideúkē、「私はそのときまでに教えたことがあった」、"I had taught"）は現在完了πεπαίδευκα（pepaídeuka）の語幹が基になる。
- 未完了過去時制(imperfect tense)：ἐπαίδευον（epaídeuon、「私は教えていた」、"I was teaching", "I used to teach"）

人称語尾：-ον -ες -ε(ν) (-ετον -ετην) -ομεν -ετε -ον
- 過去完了時制(pluperfect tense)：ἐπεπαιδεύκη（epepaideúkē、「私はそのときまでに教えたことがあった」、"I had taught"）

人称語尾：-κη (-κειν) -ης (-κεις) -κει(ν) ( – ) -κεμεν -κετε -κεσαν

#### シグマ（-σ-）が付かない未来・アオリスト
未来形を作るには動詞語幹(verb stem)に未来語幹(future stem)の -σ-（-s-)を付けるが、全ての動詞で付くわけではない。特に、ἀγγέλλω（angéllō、「告げる」、"I announce"）、μένω（menō、「留まる」、"I remain"）のように、λ, μ, ν, ρ（l, m, n, r)が付く流音・鼻音語幹の動詞では、ποιέω（poiéō)と同様に未来形で母音融合が起きる。これと同じくアオリストでもシグマ無しとなるのが通常である。
- 母音融合動詞の未来形(contracted future)：ἀγγελῶ（angelô、「私は告げるだろう」、"I will announce"）

人称語尾：-ῶ -εῖς -εῖ (-εῖτον -εῖτον) -οῦμεν -εῖτε -οῦσι(ν)
- シグマ無しのアオリスト(aorist without sigma)：ἤγγειλα（ḗngeila、「私は告げた」、"I announced"）

人称語尾：-α -ας -ε(ν) (-ατον -ατην) -αμεν -ατε -αν

#### 強変化アオリスト（第2アオリスト）
語尾が -σα (-sa)となるアオリストは「弱変化アオリスト」(weak aorist)（第1アオリスト）と呼ぶ。これに対し、未完了過去と同じ-ον(-on)の語尾をとるアオリストもあり、「強変化アオリスト」(strong aorist)（「第2アオリスト」、2nd aorist）と呼ぶ。ただし、未完了過去とは語幹が異なり、例えば、φεύγω（pheúgō、「私は逃げる」、"I flee"）のアオリストは ἔφυγον（éphugon、「私は逃げた」、"I fled"）となる。これの語幹は φυγ-（phug-)だが、未完了過去では別の語幹 φευγ-（pheug-)から作られてἔφευγον（épheugon)となる。
主な強変化アオリストには、能動態ではἦλθον（êlthon、「私は来た」、"I came"）、ἔλαβον（élabon、「私は取った」、"I took"）、εἶπον（eîpon、「私は言った」、"I said"）、ἔφαγον（éphagon、「私は食べた」、"I ate"）などがあり、中動態ではἐγενόμην（egenómēn、「私は～になった」、"I became"）、ἀφικόμην（aphikómēn、「私は到着した」、"I arrived"）などがある。

#### 主要部分が不規則な動詞
主要部分の6つの語形が不規則となる動詞もあり、例えば、λαμβάνω（lambánō、「私は取る」、"I take"）は次のようになる。
- λαμβάνω, λήψομαι, ἔλαβον, εἴληφα, εἴλημμαι, ἐλήφθην

lambánō, lḗpsomai, élabon, eílēpha, eílēmmai, elḗphthēn

「私は取る、取るだろう、取った、取ったことがある、取られたことがある、取られた」
（現在、未来、アオリスト、現在完了、中・受動態現在完了、受動態アオリスト）
（"I take, I will take, I took, I have taken, I have been taken, I was taken"）
語幹はλαμβάν-, λήφ-, λαβ-, λήφ-（lambán-, lḗph-, lab-, lḗph-）となり、時制ごとに異なった語幹を持っているのが分かる。これは全て同一の語根（root、意味の最小単位）から発しており、語根にμ（m)とαν（an)が加わることで、現在時制λαμβάνω（lambánō)の語幹が作られている。現在時制以外では、語幹の母音にα（a)とη（ē)の2種類が出てくるのが見て取れる。末尾の子音β(b)は同化(assimilation)によりψ（ps)とμ（m)へ変化し、帯気(aspiration)によりφ（ph)へ変化している。
ἄγω（ágō、「私は導く」、"I lead"）は以下のようになる。
- ἄγω, ἄξω, ἤγαγον, ἦχα, ἦγμαι, ἤχθην

ágō, áxō, ḗgagon, êkha, êgmai, ḗkhthēn

「私は導く、導くだろう、導いた、導いたことがある、導かれたことがある、導かれた」
（現在、未来、アオリスト、現在完了、中・受動態現在完了、受動態アオリスト）
（"I lead, I will lead, I led, I have led, I have been led, I was led"）
λαμβάνωとἄγωはどちらも、アオリスト時制（ἔλαβον <élabon>、ἤγαγον <ḗgagon>）の語尾が通常の-σα（-sa)ではなく、-ον（-on)となる「強変化アオリスト」（第2アオリスト）である。現在完了時制と受動態アオリスト時制（εἴληφα・ἐλήφθην <eílēpha・elḗphthēn>、ἦχα・ἤχθην <êkha・ḗkhthēn>）は語尾の前の子音がβ, κ（b, k)からφ, χ（ph, kh)に変わっている。
δίδωμι（dídōmi、「私は与える」、"I give"）は以下のようになる。
- δίδωμι, δώσω, ἔδωκα, δέδωκα, δέδομαι, ἐδόθην

dídōmi, dṓsō, édōka, dédōka, dédomai, edóthēn

「私は与える、与えるだろう、与えた、与えたことがある、与えられたことがある、与えられた」
（現在、未来、アオリスト、現在完了、中・受動態現在完了、受動態アオリスト）
（"I give, I will give, I gave, I have given, I have been given (to someone), I was given (to someone)"）
この例では、アオリストが不規則となり、語尾がκα（ka)となっている。ただし、これは単数のみの現象であり、複数には現れず、例えば3人称複数ではἔδοσαν（édosan、「彼らは与えた」、"they gave"）となる。τίθημι（títhēmi、「私は置く」、"I put"）とἵημι（híēmi、「私は送る」、"I send"）もこれと同じパターンとなり、アオリストが順に、ἔθηκα（éthēka)、3人称複数ἔθεσαν（éthesan)と、ἧκα（hêka)、3人称複数εἷσαν（heîsan)のようになる。
ただし、ἵστημι（hístēmi、「私は立てる」、"I stand (something)"）はこのパターンには当てはまらず、別の形でアオリストを作る。
- ἵστημι, στήσω, ἔστησα (他動詞)/ἔστην (自動詞), ἕστηκα (自動詞), ἕσταμαι, ἐστάθην

hístēmi, stḗsō, éstēsa/éstēn, héstēka, héstamai, estáthēn

「私は立てる、立てるだろう、立てた/立ち上がった、立ったことがある、立っている、立てられた」
（現在、未来、アオリスト、現在完了、中・受動態現在完了、受動態アオリスト）
（"I stand (something), I will stand (something), I stood (something)/I stood, I have stood/am standing, I stand, I stood/was stood"）

#### 複数の語幹を持つ動詞
これよりさらに不規則な動詞もある。英語のbe動詞（"am/is, was, been"）やgo（"go, went, gone"）のような例に相当し、時制ごとに異なる語幹を用いる（元になった動詞そのものが異なっている）。例えば、φέρω（phérō、「私は運ぶ」、"I bring, I bear"）では、6つの主要部分が3つの異なる動詞から派生したものとなっている。
- φέρω, οἴσω, ἤνεγκα/ἤνεγκον, ἐνήνοχα, ἐνήνεγμαι, ἠνέχθην

phérō, oísō, ḗnenka/ḗnenkon, enḗnokha, enḗnegmai, ēnékhthēn

「私は運ぶ、運ぶだろう、運んだ、運んだことがある、運ばれたことがある、運ばれた」
（現在、未来、アオリスト、現在完了、中・受動態現在完了、受動態アオリスト）
（"I bring, I will bring, I brought, I have brought, I have been brought, I was brought"）

ὁράω（horáō、「私は見る」、"I see"）では、6つの主要部分が3つの異なる語幹、ὁρά（horá), ὀπ（op), ἰδ（id)から作られたものとなっている（最後のものは元はϝιδ- (wid-)と発音されたものであり、ラテン語の動詞video（「私は見る」）の語幹につながっている）。
- ὁράω, ὄψομαι, εἶδον, ἑόρᾱκα/ἑώρᾱκα, ἑώρᾱμαι/ὦμμαι, ὤφθην

horáō, ópsomai, eîdon, heórāka/heṓrāka, heṓrāmai/ômmai, ṓphthēn

「私は見る、見るだろう、見た、見たことがある、見られたことがある、見られた」
（現在、未来、アオリスト、現在完了、中・受動態現在完了、受動態アオリスト）
（"I see, I will see, I saw, I have seen, I have been seen, I was seen"）
ἔρχομαι（érkhomai、「私は来る/行く」、"I come/go"）は主要部分に受動態の2つが欠けていて、4つのみとなっている。
- ἔρχομαι, ἐλεύσομαι/εἶμι, ἦλθον, ἐλήλυθα

érkhomai, eleúsomai/eîmi, êlthon, elḗlutha

「私は来る/行く、来るだろう/行くだろう、来た/行った、来たことがある/行ったことがある」
（現在、未来、アオリスト、現在完了）
（"I come/go, I will come/go, I came/went, I have come/gone"）
この動詞が複雑なのは、アッティカ方言（古典期の主要なギリシア語方言）で現在（直説法以外）、未完了過去、未来に不規則動詞εἶμι（eîmi、「私は行く（だろう）」、"I (will) go"）の活用形が用いられる点である。εἶμι（eîmi)の直説法は古典期には未来の意味（「私は行くだろう」）で用いられていたが、その他の語形、例えば不定詞ἰέναι（iénai、「行くこと」、"to go"）は未来の意味にはならない。

#### 過去時制の作り方（加音）
未完了過去・アオリスト・過去完了の3つは、語頭に母音ἐ- (e-)を付けて作る。これは「加音」(augment)(en)と呼ばれる。例えば、γράφω（gráphō、「書く」、"I write"）は次のようになる。
- ἔγραφον（égraphon、未完了過去、「私は書いていた」、"I was writing"）
- ἔγραψα（égrapsa、アオリスト、「私は書いた」、"I wrote"）
- ἐγεγράφη（egegráphē、過去完了、「私は書いたことがあった」、"I had written"）

加音が現れるのは直説法のみに限られ、接続法、不定詞・分詞などには現れない。
語頭が母音のときは、母音の融合が起きて長母音化する。母音融合は次のパターンとなる。/e/ + /a/ > /ē/, /e/ + /e/ > /ē/ (ときに/ei/も), /e/ + /i/ > /ī/, /e/ + /o/ > /ō/など。
- ἦγον（êgon、未完了過去、「私は導いていた」、"I was leading"）：現在形ἄγω（ágō、「私は導く」、"I lead"）から
- εἶχον（eîkhon、未完了過去、「私は持っていた」、"I had, I was holding"）：現在形ἐχω（ekhō、「私は持っている」、"I have, I hold"）から
- ᾤκουν（ṓikoun、未完了過去、「私は住んでいた」、"I was living in"）：現在形οἰκέω（oikéō、「私は住んでいる」、"I live in"）から

前置詞由来の接頭辞があるときは、加音が付くのは接頭辞の後になる（ただし、接頭辞の前に付くものや、接頭辞と動詞の双方に付くものも若干ある）。
- κατέβην（katébēn、アオリスト、「私は下に降りた」、"I went down"）：現在形καταβαίνω（katabaínō、「私は下に降りる」、"I go down"）から
- ἀνέῳξα(anéōixa[18])、または ἤνοιξα（ḗnoixa[19]、アオリスト、「私は開けた」、"I opened"）：現在形ἀνοίγνυμι（anoígnumi、「私は開ける」、"I open"[20]）から

ホメロスやヘロドトスの文章では加音が省略されることもある。

#### 完了時制の作り方（畳音）
完了時制を作るには、語頭の子音と、母音ε（e)の結合形を語頭の前に付ける。これは「畳音」(reduplication)(en)と呼ばれる。
- γέγραφα（gégrapha、現在完了、「私は書いたことがある」、"I have written"）：現在形γράφω（gráphō、「私は書く」、"I write"）から
- βεβίωκα（bebíōka、現在完了、「私は生きたことがある」、"I have lived"）：現在形βιόω（bióō、「私は生きている」、"I pass my life"）から
- δέδωκα（dédōka、現在完了、「私は与えたことがある」、"I have given"）：現在形δίδωμι（dídōmi、「私は与える」、"I give"）から

語頭の子音がθ, φ, χ（th, ph, kh)のときは、子音をτ, π, κ（t, p, k)に替えて畳音を作る。
- τέθνηκα（téthnēka、現在完了、「私は死んだことがある」、"I have died"）：現在形(ἀπο)θνῄσκω（[apo]thnḗiskō、「私は死ぬ」、"I die"）から
- πέφευγα（pépheuga、現在完了、「私は逃げたことがある」、"I have fled"）：現在形φεύγω（pheúgō、「私は逃げる」、"I flee"）から
- κεχάρηκα（kekhárēka、現在完了、「私は幸せになったことがある」、"I am very happy"）：現在形χαίρω（khaírō、「私は幸せだ」、"I am happy"）から

語頭が母音のとき、子音ζ（z)のとき、γν（gn)やστρ（str)のような子音結合になるときは、畳音ではなく加音となる。
- ηὕρηκα（hēúrēka、現在完了、「私は見つけたことがある」、"I have found"）：現在形εὑρίσκω（heurískō、「私は見つける」、"I find"）から
- ᾕρηκα（hḗirēka、現在完了、「私はつかまえたことがある」、"I have captured"）：現在形αἱρέω（hairéō、「私はつかまえる」、"I capture"）から
- ἔγνωκα（égnōka、現在完了、「私は習ったことがある」、"I have learned"）：現在形γιγνώσκω（gignṓskō、「私は習う」、"I learn"）（語頭がγνω-, gnṓ-）から

複雑な作り方をする畳音もある。
- ἀκήκοα（akḗkoa、現在完了、「私は聞いたことがある」、"I have heard"）：現在形ἀκούω（akoúō、「私は聞く」、"I hear"）から
- ἐλήλυθα（elḗlutha、現在完了、「私は来たことがある」、"I have come"）：ἦλθον（êlthon、アオリスト、「私は来た」、"I came"）から

過去時制の加音は直説法に限られるが、完了時制に関しては、畳音も加音も、不定詞や分詞などまで含めて動詞の全ての部分に現れる。

### 時制の意味
各時制には次の意味・用法がある。

#### 現在
現在時制（present tense）は完結相と未完結相のどちらの相にもなり、現在における事実の叙述に用いられる。「今～している」("I am doing (now)")、「普段（定期的に）～する」("I do (regularly)")、「今～する」("I do (now)")などの意味になる。現在時制をギリシア語でἐνεστώς（enestṓs、「中に立っている」、"standing within"）と呼ぶ。
ὄμνῡμι πάντας θεούς.
ómnūmi pántas theoús.

「私は全ての神々にかけて誓います」
（"I swear by all the gods!"）
τὸν ἄνδρα ὁρῶ.
tòn ándra horô.

「私はその男を見ています」
（"I see the man!"）
ᾱ̓εὶ ταὐτὰ λέγεις, ὦ Σώκρατες.
āeì tautà légeis, ô Sṓkrates.

「あなたはいつも同じことを言っていますね、ソクラテス！」
（"You are always saying the same things, Socrates!"）
“ὦ Σώκρατες,” ἔφη, “ἐγρήγορας ἢ καθεύδεις;”
“ô Sṓkrates,” éphē, “egrḗgoras ḕ katheúdeis?”

「おお、ソクラテス！」、彼は言った、「起きていますか？　それとも寝ているのですか？」
（"O Socrates", he said, "have you woken up, or are you sleeping?"）
現在時制はしばしば、過去のことを語る「歴史的叙述法」(historical narrative)としても用いられる。特に、盛り上がる場面で使われる。
ῑ̔́ετο ἐπ’ αὐτὸν καὶ τιτρώσκει.
hī́eto ep’ autòn kaì titrṓskei.

「彼は彼に全力でぶつかり、負傷させる」
（"He hurls himself at him and wounds him")

#### 未完了過去
未完了過去時制（imperfect tense）(en)は直説法のみになる。過去における継続・進行・習慣・持続などの状況を表す。過去進行形の「～していた」("was doing")、習慣の「～したものだった」("used to do"、"would do"）などの意味になる。未完了過去をギリシア語でπαρατατικός（paratatikós、「持続のための」、"for prolonging"）と呼ぶ（動詞παρατείνω、parateínō、「持続させる」、"prolong"から）。
ὁ λοχαγὸς ᾔδει ὅπου ἔκειτο ἡ ἐπιστολή.
ho lokhagòs ḗidei hópou ékeito hē epistolḗ.

「手紙がどこに置かれているかを、指揮官は知っていた」
（"The captain knew where the letter was lying"）
ἐστρατοπεδεύοντο ἑκάστοτε ἀπέχοντες ἀλλήλων παρασάγγην καὶ πλέον.
estratopedeúonto hekástote apékhontes allḗlōn parasángēn kaì pléon.

「毎晩、両軍は相互に1パラサング（距離の単位、約4マイル）か、それ以上の距離をとって宿営していた」
（"Every night the (two armies) would camp a parasang or more apart from each other"）
ταῦτα πολὺν χρόνον οὕτως ἐγίγνετο
taûta polùn khrónon hoútōs egígneto.

「長い期間に渡って、これらの物事はこのように進展していた」
（"These things carried on like this for long time"）
未完了過去は「～し始めた」("began doing")という動作の開始の意味にもなる。
συμβαλόντες τᾱ̀ς ἀσπίδας ἐωθοῦντο, ἐμάχοντο, ἀπέκτεινον, ἀπέθνῃσκον.
sumbalóntes tā̀s aspídas eōthoûnto, emákhonto, apékteinon, apéthnēiskon.

「彼らは、自分たちの盾を投げながら、押し始め、戦闘を始め、殺し始め、死に始めた」
（"Throwing together their shields, they began shoving, fighting, killing, and dying"）
μετὰ τὸ δεῖπνον τὸ παιδίον ἐβόα.
metà tò deîpnon tò paidíon ebóa.

「夕食の後で赤ん坊が泣き始めた」
（"After dinner the baby began crying"）
ἐπειδὴ δὲ ἕως ἐγένετο, διέβαινον τὴν γέφῡραν.
epeidḕ dè héōs egéneto, diébainon tḕn géphūran.

「そして、日没になると、彼らは橋を渡り始めた」
（"And when dawn came, they began crossing the bridge"）
既述の通り、未完了過去は過去完了進行形（"had been doing"）の意味でも用いられる。これは、過去のある時点までに持続的に行っていた行為や状況を指す。
ἀπέστειλαν τὰς ναῦς ᾱ̔́σπερ παρεσκευάζοντο.
apésteilan tàs naûs hā́sper pareskeuázonto.

「彼らは、準備していた船を見送った」
（"They sent off the ships which they had been preparing"）
εἰσήγαγον ἰᾱτρὸν ᾧ πολλὰ ἔτη ἐχρώμην.
eisḗgagon iātròn hôi pollà étē ekhrṓmēn.

「私は、長年利用していた医者を招き入れた」
（"I brought in a doctor that I had been using for many years")
未完了過去は通常、継続的・持続的・反復的な状況を表すが、「送る」("send")、「行く」("go")、「言う」("say")、「命じる」("order")のような動詞では「単純過去」の意味でも用いられる。
ἐς τᾱ̀ς Ἀθήνᾱς ἄγγελον ἔπεμπον.
es tā̀s Athḗnās ángelon épempon.

「彼らはアテナイへ伝令を派遣した」
（"They sent off a messenger to Athens")
Μίνδαρος κατιδὼν τὴν μάχην ... ἐβοήθει.
Míndaros katidṑn tḕn mákhēn ... eboḗthei.

「ミンダロスは、遠くから戦闘を見ると・・・、救援に向かった」
（"Mindaros, seeing the battle from afar, set off to help"）
ἐκέλευον συνδειπνεῖν ... ἐδειπνοῦμεν ... ἀπιὼν ᾤχετο ... ἐκάθευδον.
ekéleuon sundeipneîn ... edeipnoûmen ... apiṑn ṓikheto ...ekátheudon.

「私は、夕食に加わるよう彼を招き入れた。・・・、私たちは夕食のために席に着いた。・・・、彼は退室した。・・・、 私は眠りに就いた」
（"I invited him to join me for dinner ... we sat down to dinner ... he went away ... I went to sleep"）
この意味でのアオリストと未完了過去の違いは、完結相・未完結相(perfectivity vs imperfectivity)という、「相」の違いではなく、目的性・非目的性(telicity vs atelicity)の違いである。アオリストでἐδειπνήσαμεν（edeipnḗsamen)とすれば、「私たちは夕食を終えた」の意味となり、動作が最後まで終了した、という、「目的性」(telicity)を伴う意味になるが、未完了過去のἐδειπνοῦμεν（edeipnoûmen)では、「私たちは夕食をとりはじめた」の意味になって「非目的性」(atelicity)が強調され、開始された行為が終了したかどうかは必ずしも定かではない。これと同様にして、アオリストのἔπεισα（épeisa)は「私はうまく説得した（説得に成功した）」の意味になるが、未完了過去のἔπειθον（épeithon)は「私は急かした」「説得を試みた」の意味になる。
ἔπειθον ἀποτρέπεσθαι· οἱ δ’ οὐχ ὑπήκουον.
épeithon apotrépesthai; hoi d’ oukh hupḗkouon.

「彼らは、戻るようにと彼らを急かしたが、彼らは聞く耳を持たなかった」
（"They urged them to turn back, but they wouldn't listen"）
未完了過去は現在と過去における非現実の状況を表すのに用いられる。英語の助動詞wouldに相当する小辞ἄν（án)とともに用いる。
ταῦτα δὲ οὐκ ἂν ἐδύναντο ποιεῖν, εἰ μὴ διαίτῃ μετρίᾳ ἐχρῶντο.
taûta dè ouk àn edúnanto poieîn, ei mḕ diaítēi metríāi ekhrônto.

「彼らが節度のある食事制限をしていなければ、これを行うことはできていなかっただろう」
（"They wouldn't be able to do this if they weren't following a temperate diet"）

#### 未来
未来時制(future tense)は未来に生起する事象や状態を表す。約束や予言なども表す。未来時制はギリシア語でμέλλων（méllōn、「これから～になる」、"going to be"）と呼ぶ。
ἄξω ῡ̔μᾶς εἰς τὴν Τρῳάδα. 
áxō hūmâs eis tḕn Trōiáda.

「私はあなたをトローアスへ連れていくだろう」
（"I will lead you to the Troad"）
ἥξω παρὰ σὲ αὔριον, ἐὰν θεὸς ἐθέλῃ. 
hḗxō parà sè aúrion, eàn theòs ethélēi.

「神がお望みなら、私は明日、あなたに会いに来るだろう」
（"I will come to see you tomorrow, if God is willing"）
ὅπως（hópōs)とともに用いて「強い命令・禁止」を表す。
ὅπως ταῦτα μηδεὶς ἀνθρώπων πεύσεται. 
hópōs taûta mēdeìs anthrṓpōn peúsetai.

「誰もこのことに気づかないようにしなさい」
（"Make sure that no one finds out about these things"）

#### アオリスト
アオリスト時制（aorist tense）は過去における完結した行為を表す。ギリシア語でἀόριστος（aóristos、「定められていない」、"unbounded" "indefinite"）と呼ぶ。
κατέβην χθὲς εἰς Πειραιᾶ.
katébēn khthès eis Peiraiâ.

「私は昨日、ピレウスへと降りていった」
（"I went down yesterday to Piraeus"）
同一の文中で現在時制や未完了時制と混在して用いられることもある。
ἧκεν ἐκείνη καὶ τὴν θύρᾱν ἀνέῳξεν.
hêken ekeínē kaì tḕn thúrān anéōixen.

「彼女は帰宅し（未完了過去）、ドアを開けた（アオリスト）」
（"She came back (imperfect) and opened (aorist) the door"）
ἐφύλαττεν ἕως ἐξηῦρεν ὅ τι εἴη τὸ αἴτιον.
ephúlatten héōs exēûren hó ti eíē tò aítion.

「原因が何かを見出す（アオリスト）まで、彼女は注意を払っていた（未完了過去）」
（"She kept watch (imperfect) until she found out (aorist) what the cause was"）
ἐπεί（epeí、「～するとき」、"when"）のような接続詞の後では、アオリストは英語の過去完了と同じ意味（過去にある時点において、それ以前に行われていた行為）になる。次の2番目の例文は関係節の例を示している。
ἐπεὶ δ’ ἐδείπνησαν, ἐξῆγε τὸ στράτευμα.
epeì d’ edeípnēsan, exêge tò stráteuma.

「彼らが食事を終えると、彼は軍を率いて出ていった」
（"When they had dined, he led the army out"）
ἐκέλευσέ με τὴν ἐπιστολὴν ἣν ἔγραψα δοῦναι.
ekéleusé me tḕn epistolḕn hḕn égrapsa doûnai.

「私が書いた手紙を渡すよう、彼は私に命じた」
（"He ordered me to give him the letter which I had written"）
小辞のἄν（án）（英語のwouldに相当）を付けて、過去における非現実の行為や事象を表す。
οὐκ ἂν ἐποίησεν ταῦτα, εἰ μὴ ἐγὼ αὐτὸν ἐκέλευσα.
ouk àn epoíēsen taûta, ei mḕ egṑ autòn ekéleusa.

「私が命じていなければ、彼はこれをしていなかっただろう」
（"He would not have done this, if I had not ordered him"）

#### 現在完了
現在完了時制(perfect tense)は英語の現在完了に相当し、過去に起きた出来事の影響が現在にまで及んでいることを表す。ギリシア語でπαρακείμενος（parakeímenos、「そばにある」、"lying nearby"）と呼ぶ。
ἀκηκόατε, ἑωράκατε· δικάζετε
akēkóate, heōrákate; dikázete.

「あなたは聞いて、見た。さあ、決めなさい」
（"You have heard and you have seen (the evidence); now make your decision"）
英語の現在完了と同様に、過去に経験したこと、過去に常態的に起きていた事象を表す。
ὑμεῖς ἐμοῦ πολλάκις ἀκηκόατε λέγοντος
humeîs emoû pollákis akēkóate légontos.

「君たちは私が話すのをこれまでにしばしば聞いている」
（"You have often heard me speaking"）
現在時制の意味になる場合もある。例えば、μέμνημαι（mémnēmai、「私は思い出す、覚えている」、"I remember"）、ἕστηκα（héstēka、「私は立っている」、"I am standing"/"I stand"）、κέκτημαι（kéktēmai、「私は所有する」、"I possess"）、οἶδα（oîda、「私は知っている」、"I know"）など。
ἡ στήλη παρ’ ᾗ ἕστηκας χιλίᾱς δραχμᾱ̀ς κελεύει ὀφείλειν
hē stḗlē par’ hêi héstēkas khilíās drakhmā̀s keleúei opheílein.

「文字が刻まれた石の横に君が立っていて、その石は、君が1000ドラクマの借金を返済するよう命じている」
（"The inscribed stone beside which you are standing orders that you owe 1000 drachmas"）

#### 過去完了
過去完了時制(pluperfect tense)は、未完了過去と同じく直説法のみになる。過去のある時点よりも前に起こっていた行為・事象・状況を表す。ギリシア語でὑπερσυντέλικος（hupersuntélikos、「完了より前の」、"more than completed"）と呼ぶ。
μάλα ἤχθοντο ὅτι οἱ Ἕλληνες ἐπεφεύγεσαν· ὃ οὔπω πρόσθεν ἐπεποιήκεσαν.
mála ḗkhthonto hóti hoi Héllēnes epepheúgesan; hò oúpō prósthen epepoiḗkesan.

「ギリシア人たちが逃げたことに彼らはとても怒っていた。そんなことは彼らは過去に一度もしたことがなかった」
（"They were very annoyed that the Greeks had fled – something which they had never done before"）
ギリシア語の過去完了は英語の過去完了ほどには用いられない。これは、接続詞ἐπεί（epeí、「～するとき」、"when"）などの従属節には通常、アオリストが使われるためである。
ἐπεὶ δ’ ἐδείπνησαν, ἐξῆγε τὸ στράτευμα.
epeì d’ edeípnēsan, exêge tò stráteuma.

「そして、彼らが夕食を終えると（アオリスト）、彼は軍を引き連れて出ていった」
（"And when they had had dinner (aorist), he began leading out the army"）

#### 未来完了
未来完了時制(future perfect tense)が用いられるのは稀である。ギリシア語でσυντελεσμένος μέλλων（suntelesménos méllōn、「これから完了される」、"going to be completed"）と呼ぶ。能動態で未来完了を持つのは、τεθνήξω（tethnḗxō、「私はそのときまでには死んでいるだろう」、"I will be dead"）とἕστηξα（héstēxa、「私はそのときまでには立っているだろう」、"I will be standing"）の2つに限られる。未来完了の意味を表すには、完了分詞を用いて複合動詞（動詞の迂言的用法）を作る。例：ἐγνωκὼς ἔσται（egnōkṑs éstai、「彼はそのときまでには気づいているだろう」、"he is going to have realised"）。ただし、この用法もまた、使われるのは稀であるが、受動態では使うことがあり、「終了した行為の結果」としての未来の状態を表す。
φίλος ἡμῖν οὐδεὶς λελείψεται.
phílos hēmîn oudeìs leleípsetai.

「私たちには一人の友達も残されていないだろう」
（"No friend will have been left for us"）

## 法
古代ギリシア語には4つの法(mood)がある。法はギリシア語でἐγκλίσεις（enklíseis、「曲げること」、"bendings" "leanings"）と呼ぶ。

### 直説法
直説法(indicative)は事実の叙述に用いる法である。ギリシア語でὁριστική（horistikḗ、「規定するための」、"for defining"。ὁρίζω horízō「規定する」"I define"から）と呼ぶ。
ἀπέκτεινε τὸν ἄνδρα.
apékteine tòn ándra.

「彼はその男を殺した」
（"He killed the man"）
否定には小辞のοὐ (ou)を動詞の前に付ける。母音の前ではοὐκ (ouk)となる。
οὐκ ἐδύνατο καθεύδειν.
ouk edúnato katheúdein.

「彼は眠ることができなかった」
（"He was not able to sleep"）
未完了過去とアオリストは現在と過去における非現実の状況を表すこともある（英語で"would be doing", "should be doing", "would have done"などに相当）（詳しくは上記を参照）。
τί σιγᾷς; οὐκ ἐχρῆν σιγᾶν.
tí sigâis? ouk ekhrên sigân.

「君はなぜ黙っているのか？　黙るべきではないのだが」
（"Why are you keeping quiet? You should not be keeping quiet"）

### 接続法
接続法(subjunctive)は、語尾に長母音のω (ō)とη (ē)が現れるのが特徴である。ギリシア語でὑποτακτική（hupotaktikḗ、「下準備のための」、"for arranging underneath"）と呼ぶ（ὑποτάσσω、hupotássō、「私は下準備する」、"I arrange underneath"から）。
現在と未来における「目的」を表す従属節で用いられる
λέγε, ἵνα ἀκούω
lége, hína akoúō.

「話しなさい、私が聞きとれるように」
（"Speak, so that I may hear") (直訳: "so that I may be hearing"）
今の例は接続法現在である。接続法アオリストを用いても同じ意味になるが、微妙なニュアンスの違いが生じる。
λέγε, ἵνα ἀκούσω
lége, hína akoúsō.

「話しなさい、私が聞くから」
（"Speak, so that I may hear") (直訳: "so that I may hear straightaway"）
次のような接続詞とともに用いて現在や未来を表す従属節を作る。ἐᾱ́ν（eā́n、「もし」、"if (it may be that)"）、ὅταν（hótan、「～するときはいつでも」、"whenever"）、ὃς ἄν（hòs án、「～する人は誰でも」、"whoever"）、 ἕως ἄν（héōs án、「～するときまで」、"until such time as"）。接続法とともに用いるときは必ず小辞のἄν (an)を付ける。
λέγε, ἕως ἂν οἴκαδε ὥρᾱ ᾖ ἀπιέναι
lége, héōs àn oíkade hṓrā êi apiénai.

「話しなさい、帰宅する時間になるまで」
（"Speak, until it is time to go home"）
話者の意志を表して「～すべきだ」（英語の"should"）の意味にもなる。強い勧誘、修辞的疑問文、否定の命令などの意味がある。
ἄγε νῡν, ἴωμεν
áge nūn, íōmen.

「さあ来なさい、行こう」
（"Come now, let's go"）
εἴπωμεν ἢ σῑγῶμεν;
eípōmen ḕ sīgômen?

「私たちは話すべきか（アオリスト）、それとも、黙っているべきか？（現在）」
（"Should we speak (aorist) or should we remain silent (present)?"）
μὴ θαυμάσῃς.
mḕ thaumásēis.

「驚かないでくれ」
（"Don't be surprised"）
接続法の否定には否定辞のμὴ (mē)を用いる。

### 希求法
希求法(optative)はギリシア語でεὐκτική（euktikḗ、「希望のための」、"for wishing"）と呼ぶ。これは、動詞のεὔχομαι（eúkhomai、「私は望む」、"I wish"）の派生語である。
希求法(optative mood)の語形は語尾のοι (oi), αι (ai), ει (ei)で容易に識別できる。
条件文で未来における仮定を表す。主節に小辞のἄν (an)を付けて仮定の意味（英語の"would"に相当）を付加する。
ἡδέως ἂν λάβοιμι, εἰ διδοίη.
hēdéōs àn láboimi, ei didoíē.

「彼がくれるならば、私は、喜んで受け取るだろう」
（"I would gladly take, if he were to give"）
これに対し、現在と過去における仮定は希求法ではなく、直説法の未完了過去、アオリスト、過去完了を小辞のἄν (an)ともに用いて表す。
希求法は過去における伝聞にも用いられる。
εἶπεν ὅτι θῦσαί τι βούλοιτο.
eîpen hóti thûsaí ti boúloito.

「犠牲を払うことを望んでいると彼は言った」
（"He said that he wished to make a sacrifice"）
接続法は現在と未来において「～するときはいつでも」（"whenever"）、「～するときまで」（"until such time as"）などの意味を表すが、希求法は過去における同じ意味の従属節で用いられる。ただし、この場合は小辞のἄν (an)は付けない。
ἐθήρευεν, ὁπότε γυμνάσαι βούλοιτο ἑαυτόν.
ethḗreuen, hopóte gumnásai boúloito heautón.

「彼は、運動したいときにはいつでも狩りをしていた」
（"He used to hunt, whenever he wished to take exercise"）
希求法は望み・希望の表現に用いられる。
ὃ μὴ γένοιτο.
hò mḕ génoito.

「それは起きてほしくないことだ！」
（"Which may it not happen!"）
過去における目的の従属節や、過去における恐れの表現に用いられる。
ἐκάλεσε γάρ τις αὐτὸν ὅπως ἴδοι τὰ ἱερά.
ekálese gár tis autòn hópōs ídoi tà hierá.

「誰かが彼に、いけにえの内臓を見るように要求した」
（"Someone had summoned him so that he could see the sacrificial entrails"）
ἔδεισαν οἱ Ἕλληνες αὐτὸν μὴ τύραννος γένοιτο.
édeisan hoi Héllēnes autòn mḕ túrannos génoito.

「ギリシア人たちは、彼が専制君主となる場合を恐れていた」
（"The Greeks were afraid of him in case he might become a tyrant"）
こうした従属節には、ヘロドトスやトゥキディデスでは接続法を用いていた。

### 命令法
命令法(imperative)はギリシア語でπροστακτική（prostaktikḗ、「命令のための」、"for commanding"）と呼ぶ。これは、動詞のπροστάσσω（prostássō、「私は命令する」、"I command"）からの派生語である。
命令法の現在形は一般的な命令や命令全般に用いられる。
τοὺς μὲν θεοὺς φοβοῦ, τοὺς δὲ γονεῖς τῑ́μᾱ.
toùs mèn theoùs phoboû, toùs dè goneîs tī́mā.

「神を恐れなさい。そして、自分の両親を敬いなさい」
（"Fear the gods, and honour your parents"）
命令法のアオリスト形は、何かを今すぐしてほしいとき（一回きりの行為）に用いる。
δότε μοι ξίφος ὅπως τάχιστα.
dóte moi xíphos hópōs tákhista.

「できるだけすみやかに私に剣を渡しなさい」
（"Give me a sword as quickly as possible!"）
古代ギリシア語の命令法には3人称もあり、3人称の人・物への命令も可能である。
ἀπαγέτω τις αὐτὴν οἴκαδε.
apagétō tis autḕn oíkade.

「誰か彼女を（今すぐ）家に連れて行きなさい」
（"Someone take her away home (at once)"）
θεοὶ ἡμῖν μάρτυρες ἔστων.
theoì hēmîn mártures éstōn.

「神々が私たちの証人になって下さい」
（"The gods be witnesses for us"）
命令法の完了形は次のような意味になる。
κέντρῳ τῷ Α, διαστήματι τῷ ΑΒ, γεγράφθω κύκλος.
kéntrōi tôi A, diastḗmati tôi AB, gegráphthō kúklos.

「中心をA、半径をABとする円が描かれたとしよう」
（"Let a circle have been drawn with centre A, radius AB"）

## 準動詞

### 不定詞
不定詞(infinitive)は、ギリシア語でἀπαρέμφατος（aparémphatos、「指示されていない」、"not indicated"）と呼ぶ。

#### 不定詞の語形（能動態）
不定詞には3つの態（能動態・中動態・受動態）と4つの時制（現在・アオリスト・未来・現在完了）がある。以下にλύω（lúō、「解放する」、"I free"）の4つの不定詞（能動態）を掲げる。
- 現在 : λῡ́ειν (lúein) 「解放すること（一般論、継続的）」（"to free" (in general)）
- 未来 : λῡ́σειν (lúsein) 「解放するだろうということ」（"to be going to free"）
- アオリスト : λῦσαι (lûsai) 「解放すること（一度きり）」（"to free" (at once)）
- 現在完了 : λελυκέναι (lelukénai) 「解放したこと」（"to have freed"）

アオリストが-σαι (-sai)（弱変化アオリスト）とならないのは「強変化アオリスト」「第2アオリスト」("strong aorist", "2nd aorist")であり、その不定詞の語尾は-εῖν (-eîn)となることが多い。
- （強変化）アオリスト : λαβεῖν (labeîn)「取ること（一度きり）」（"to take"）

語幹アオリスト(root aorist)の不定詞は異なる語形となる。
- （語幹）アオリスト : βῆναι（bênai）「行く」（"to go"）

母音融合動詞の不定詞（現在）の語尾は-ᾶν (-ân)、-εῖν  (-eîn)、-οῦν (-oûn)となる。
- 現在 : ὁρᾶν (horân)「見ること」（"to see"）
- 現在 : ποιεῖν (poieîn)「行うこと」（"to do"）
- 現在 : δηλοῦν (dēloûn)「見せること」（"to show"）

δίδωμι（dídōmi、「与える」、"I give"）など、μι動詞 (mi動詞)は現在とアオリストの不定詞が-ναι (-nai)となる。
- 現在 : διδόναι (didónai)「与えること（一般論、継続的）」（"to give" (in general)）
- アオリスト : δοῦναι (doûnai)「与えること（一度きり）」（"to give" (now)）

不規則動詞のοἶδα（oîda、「知っている」、"I know"）も不定詞は-ναι (-nai)となる。
- 現在 : εἰδέναι (eidénai)「知っている」（"to know"）

#### 意味
不定詞は英語で言うwant（「～したい」）、order（「命令する」）、try（「試みる」）、"it is necessary"（「必要だ」）、"he is able to"（「彼は～できる」）のような動詞（句）とともに用いられ、意味も英語と同様になる。
ἐκέλευσεν αὐτοὺς ἀπελθεῖν.
ekéleusen autoùs apeltheîn.

「彼は彼らに脇に寄るよう（アオリスト）命じた」
（"He ordered them to go aside (aorist)"）
φημί（phēmí、「言う」、"I say"）や（νομίζω（nomízō、「思う」、"I think"）のような動詞とともに用いられて間接話法の意味になる。主節と不定詞の主語が異なる場合には、不定詞の意味上の主語は対格になる。内容が否定の場合は、否定辞のοὐ（ou、「～ない」、"not"）を主節の動詞（φημί <phēmí>など）の前に置く。
οὔ φᾱσιν εἶναι ἄλλην ὁδόν.
oú phāsin eînai állēn hodón.

「彼らは、他の方法はないと言っている」（文字通りには「彼らは他の方法があるとは言っていない」）
（"They say there is no other way") (直訳: "They do not say there to be another way"）
不定詞に中性の定冠詞が付くと、英語の動名詞(-ing)に似た意味となる。
ἐπέσχομεν τοῦ δακρύειν
epéskhomen toû dakrúein.

「私たちは泣くのを我慢した」
（"We refrained from weeping"）

### 分詞
分詞(participle)はギリシア語でμετοχή（metokhḗ、「分かち合う、共有する」、"sharing"）と呼ぶ。この名称は形容詞と動詞の双方の特徴を有していることに由来する。分詞は形容詞と同様に性・数・格に応じて変化し、修飾する名詞と一致する。動詞と同様に時制と態を持つ。

#### 分詞の語形
分詞には能動態・中動態・受動態の3つの態があり、時制には現在・アオリスト・未来・完了がある。以下に男性単数、女性単数、男性複数の語尾の典型的な例を掲げる。
能動態:
- -ων, -ουσα, -οντες（-ōn, -ousa, -ontes）– 現在分詞
- -σων, -σουσα, -σοντες（-sōn, -sousa, -sontes）– 未来分詞
- -ῶν, -οῦσα, -οῦντες（-ôn, -oûsa, -oûntes）– 母音融合動詞の現在分詞・未来分詞
- -σᾱς, -σᾱσα, -σαντες（-sas, -sasa, -santes）– 弱変化アオリスト分詞
- -ών, -οῦσα, -όντες（-ṓn, -oûsa, -óntes）– 強変化アオリスト分詞
- -ώς, -υῖα, -ότες（-ṓs, -uîa, -ótes）– 完了分詞

中動態・受動態:
- -όμενος, -ομένη, -όμενοι（-ómenos, -oménē, -ómenoi）– 中動態・現在分詞、強変化アオリスト分詞
- -σόμενος, -σομένη, -σόμενοι（-sómenos, -soménē, -sómenoi）– 中動態・未来分詞
- -σάμενος, -σαμένη, -σάμενοι（-sámenos, -saménē, -sámenoi）– 中動態・弱変化アオリスト分詞
- -θείς, -θεῖσα, -θέντες（-theís, -theîsa, -théntes）– 受動態・弱変化アオリスト分詞
- -μένος, -μένη, -μένοι（-ménos, -ménē, -ménoi）– 中動態・受動態完了分詞

#### 用法
古代ギリシア語では分詞は使用頻度が高く、用法は多岐に渡る。以下はプラトンの「パイドン」の一節で、6つの分詞が出てくる。
καὶ ὁ παῖς ἐξελθὼν καὶ συχνὸν χρόνον διατρῑ́ψᾱς ἧκεν ἄγων τὸν μέλλοντα δώσειν τὸ φάρμακον, ἐν κύλικι φέροντα τετριμμένον.
kaì ho paîs exelthṑn kaì sukhnòn khrónon diatrī́psās hêken ágōn tòn méllonta dṓsein tò phármakon, en kúliki phéronta tetrimménon.

「そして、少年は、外に出て（ἐξελθὼν、強変化アオリスト分詞）、長い時間を費やしてから（διατρῑ́ψᾱς、弱変化アオリスト分詞）戻ってきたが、毒を盛ろうと企む者（μέλλοντα、現在分詞）を連れていて（ἄγων、現在分詞）、その者は毒をすでにすりつぶして（τετριμμένον、受動態完了分詞）コップに持ち運んでいた（φέροντα、現在分詞）」
（"And the boy, after going out and after spending a long time, came back leading the one intending to give the poison, (who was) carrying it already pounded in a cup"）
この例文の分析を次節以降に提示する。

#### 分詞の時制
ἐξελθών（exelthṓn、「外に出てから」、"after going out"）はアオリスト分詞（強変化）で、この場合には、主節の前に発生したことを表し、「～してから」(after)の意味になる。
ἐξελθὼν ἧκεν.
exelthṑn hêken.

「彼は外に出てから戻ってきた」
（"After going out he came back"）
ἄγων（ágōn、「引き連れる」、"leading"）は現在分詞で、主節と同時に起きていることを表す。
ἧκεν ἄγων τὸν (ἄνθρωπον).
hêken ágōn tòn (ánthrōpon).

「彼は、その男を連れて（＝連れながら）戻ってきた」
（"He came back leading the man"）
τετριμμένον（tetrimménon、「すりつぶされた」、"pounded"）は受動態の完了分詞で、前に起きた行為の結果・影響がなお続いていることを表す。英語では"fallen"（「落ちた」）、"dead"（「死んだ」）、"broken"（「壊れた」）のように過去分詞で表される。
τὸ φάρμακον ἐν κύλικι φέροντα τετριμμένον.
tò phármakon en kúliki phéronta tetrimménon.

「毒をすでにすりつぶしてコップに持ち運びながら」
（"Carrying the poison already pounded in a cup"）
未来分詞は主節の後に起きる行為を表し、しばしば「目的」の意味で用いられる。
εἰς Ἀθήνας ἔπλευσε ταῦτα ἐξαγγελῶν
eis Athḗnas épleuse taûta exangelôn

「彼は、これらのことを報告するために、アテナイへ航海した」
（"He sailed to Athens to report (直訳: going to report) these things"）

#### 一致
分詞は動詞であると同時に形容詞でもあるため、修飾する名詞の性・数・格と一致する必要がある。上の文例では次のようになる。
- ἐξελθών（exelthṓn、「外に出てから」、"after going out"）、διατρῑ́ψᾱς（diatrī́psās、「費やしてから」、"after spending"）、ἄγων（ágōn、「引き連れている」、"leading"）の3つの分詞が男性単数主格になっているのは、主節の動詞ἧκεν（hêken、「戻ってきた」、"came back"）の主語の「少年」(ὁ παῖς)を受けているためである。

- μέλλοντα（méllonta、「企んでいる」、"intending"）とφέροντα（phéronta、「持ち運んでいる」、"carrying"）がともに男性単数対格になっているのは、動詞（現在分詞）ἄγων（ágōn、「引き連れている」、"leading"）の目的語（男性単数対格）である「その（企んでいる）男」(τὸν μέλλοντα)を受けているためである。

- τετριμμένον（tetrimménon、「すりつぶされた」、"pounded"）が中性単数対格になっているのは、「毒」のφάρμακον（phármakon、中性名詞・単数）が動詞（現在分詞）φέροντα（phéronta、「持ち運んでいる」、"carrying"）の目的語（対格）になっており、これと性・数・格が一致しているためである。

#### 状況を表す分詞
分詞は別の行為が行われている間の付帯的な状況を表す。上の例文ではἄγων（ágōn、「引き連れている」「引き連れながら」、"leading"）がこの用例になる。
「～しているとき（～すると）」「～して以来」（"when", "since"）の意味になる場合もある。
κατιδὼν τὴν μάχην ... ἐβοήθει
katidṑn tḕn mákhēn ... eboḗthei

「彼は、戦いを見届けると、援軍に向かった」
（"When he saw the battle he went to help"）
分詞には「絶対的属格」(genitive absolute)の用法もある。これは分詞と主語がともに属格をとるケースで、主節の主語・目的語（間接・直接ともに）とは異なる人・物（＝属格になる）の付帯的状況を表すのに用いられる。
ἐνῑ́κησαν Λακεδαιμόνιοι ἡγουμένου Ἀγησανδρίδου
enī́kēsan Lakedaimónioi hēgouménou Agēsandrídou.

「アゲサンドリダスの指揮下にあったため、スパルタ軍が勝利した」
（"The Spartans won, with Agesandridas leading them"）
ただし、分詞がἔξον（éxon、「～ができる状況で」、"it being possible"）などの非人称動詞の場合は、主語は属格ではなく対格になる。

#### 定冠詞付きの分詞
分詞に定冠詞を付けると、行為者（「～する者」）の意味になる。
τὸν μέλλοντα δώσειν τὸ φάρμακον.
tòn méllonta dṓsein tò phármakon.

「毒を盛ろうと企む者」
（"The (man who was) going to give the poison"）

#### 補助的な分詞
"I know"（「知る」）, "I notice"（「気づく」）, "I happen (to be)"（「たまたま～になる」）, "I hear (that)"（「～と聞いている」）のような動詞とともに用いる用法もある。「補助的な分詞」(supplementary participle)と呼ばれる。
ἤκουσε Κῦρον ἐν Κιλικίᾱͅ ὄντα.
ḗkouse Kûron en Kilikíā̄i ónta.

「彼はキュロスがキリキアにいると聞いた」
（"He heard that Cyrus was in Cilicia") (直訳: "He heard Cyrus being in Cilicia")
ἔτυχε καὶ ὁ Ἀλκιβιάδης παρών.
étukhe kaì ho Alkibiádēs parṓn.

「アルキビアデスもまた、たまたま臨席していた」（文字通りには「アルキビアデスもまた臨席することが、たまたま起きていた」）
（"Alcibiades also happened to be present") (直訳: "Alcibiades chanced being present"）

## 態
古代ギリシア語には能動態・中動態・受動態の3つの態(voice)がある。中動態と受動態は未来とアオリスト以外は同形となる。

### 能動態
能動態(active voice)の語尾は-ω(-ō)か-μι(-mi)となる。自動詞、他動詞、再帰動詞の意味がある（自動詞が最も多い）。
εἰς Ἀθήνᾱς ἔπλευσε.
eis Athḗnās épleuse.

「彼はアテナイへ航海した」
（自動詞、"He sailed to Athens"）
ἐφύλαττον τὰ τείχη.
ephúlatton tà teíkhē.

「彼らは壁を見張っていた」
（他動詞、"They were guarding the walls"）
αὐτὸς αὑτὸν διέφθειρεν.
autòs hautòn diéphtheiren.

「彼は自殺した」
（再帰動詞、"He killed himself"）

### 中動態
語尾が-ομαι (-omai)、-μαι (-mai)になると、受動の意味と受動でない意味があり、受動でない場合は中動態(middle voice)になる。
中動態は通常、自動詞だが、他動詞になる場合もある。他動詞に中動態の語尾が付いて自動詞化されることもある。
- παύομαι (paúomai）「私は立ち止まる（自動詞）」（"I stop (intransitive)"）
- ἵσταμαι (hístamai）「私は立ち上がる（自動詞）」（"I stand (intransitive)"）

中動態は再帰（自分自身に対して行う行為）や「自分自身の利益のために行う行為」の意味になる。
- λούομαι（loúomai）「私は入浴する（＝自分自身を洗う）」（"I have a bath"）
- αἱρέομαι（hairéomai）「私は自分のために選ぶ」（"I take for myself, I choose"）
- μεταπέμπομαι（metapémpomai）「私は誰かのために送る」（"I send for someone"）

「相互に及ぼし合う行為」の意味にもなる。
- σπονδὰς ποιεῖσθαι（spondàs poieîsthai）「（互いに）条約を結ぶ」（"to make a treaty"）

現在時制では能動態だが、未来時制では中動態になる、という動詞が多数ある。
- λήψομαι（lḗpsomai）「私は取るだろう」（"I will take"）
- ἀκούσομαι（akoúsomai）「私は聞くだろう」（"I will hear"）
- ἔσομαι（ésomai）「私は～になるだろう」（"I will be"）

### 異態動詞
能動態を持たず、中動態のみの動詞もあり、「異態動詞」(deponent verb)(en)と呼ばれる。
異態動詞の例を掲げる。
- ἀφικνέομαι（aphiknéomai）「私は到着する」("I arrive")
- ἀποκρίνομαι（apokrínomai）「私は答える」("I answer")
- γίγνομαι（gígnomai）「私は～になる」("I become")
- δέχομαι（dékhomai）「私は受け取る」("I receive")
- ἔρχομαι（érkhomai）「私は来る」("I come")
- μάχομαι（mákhomai）「私は戦う」("I fight")
- πυνθάνομαι（punthánomai）「私は見つける」("I find out")
- ὑπισχνέομαι（hupiskhnéomai）「私は約束する」("I promise")

異態動詞には、中動態アオリストで弱変化の語尾-σα-（-sa-）となるものがある。例：
ἐδεξάμην（edexámēn）。また、強変化の語尾となるものもある。例：ἀφικόμην（aphikómēn、「私は到着した」、"I arrived"）、ἐγενόμην（egenómēn、「私は～になった」、"I became"）。この他、ἔρχομαι（érkhomai、「私は来る」、"I come"）は不規則変化となり、アオリスト時制で能動態・強変化アオリストの語形をとってἦλθον（êlthon、「私は来た」、"I came"）となる。
以上の動詞は、アオリスト時制で中動態の語尾になることから、「中動態異態動詞」(middle deponent verb)と呼ばれる。この他に、アオリストが受動態の語尾-θη-（-thē-）となるものもあり、「受動態異態動詞」(passive deponent verb)と呼ばれる。後者には以下の例がある。
- δύναμαι（dúnamai)「私はできる」("I am able")
- βούλομαι（boúlomai)「私は～したい」("I am minded to, I want")
- οἴομαι（oíomai)「私は～と思う」("I think")

以下に文例を掲げる。
τὰ δῶρα ἐδέξατο.
tà dôra edéxato.

「彼はその数々の贈り物を受け取った」
（"He received the gifts"）
ἐγγὺς δὲ γενομένων τῶν Ἀθηναίων, ἐμάχοντο.
engùs dè genoménōn tôn Athēnaíōn, emákhonto.

「アテナイ人たち（アテナイの軍勢）が近づいてくると、両軍から戦いの火ぶたが切られた」
（"When the Athenians came near, the two sides began fighting"）
οὐκέτι ἐδυνήθη πλείω εἰπεῖν
oukéti edunḗthē pleíō eipeîn

「彼はそれ以上、何も言うことができなくなった」
（"He became unable to say any more"）

### 受動態
語尾が-ομαι (-omai)で中動態以外のものは受動態(passive voice)になる。
ἡ πόλις ὑπὸ τῶν Λακεδαιμονίων ἤρχετο.
hē pólis hupò tôn Lakedaimoníōn ḗrkheto.

「その町はスパルタ人によって支配されていた」
（"The city was being ruled by the Spartans"）
ἐν τῷ νόμῳ γέγραπται.
en tôi nómōi gégraptai.

「それは法律に書かれている」（文字通りには現在完了で、「現在まで書かれ続けている」）
（"It is written in the law") (直訳: "It has been written in the law"）
通常、受動態のアオリストの語尾は-θη- (-thē-)となる。
ἐκεῖνοι κατ’ ἀξίᾱν ἐτιμήθησαν.
ekeînoi kat’ axíān etimḗthēsan.

「あの男たちは正当に礼遇された」
（"Those men were deservedly honoured"）
この他に、受動態のアオリストの語尾が-η- (-ē-)となる場合もある。これは「受動態第2アオリスト」「受動態強変化アオリスト」（2nd aorist passive, strong aorist passive）と呼ばれ、現在形とは異なる語幹から作られる。下の例では、語幹が現在形の語幹φθειρ- (phtheir-)ではなく、別の語幹φθαρ- (phthar-)となっている。
οἱ πολλοὶ ἐφθάρησαν.
hoi polloì ephthárēsan.

「大勢が殺された」
（"The majority were killed"）
異態動詞（中動態）もいくつかの時制で受動態を作ることができる。例えば、αἱρέομαι（hairéomai、「私は選ぶ」、"I choose"）では受動態アオリストがᾑρέθην（hēiréthēn、「私は選ばれた」、"I was chosen"）となる。
στρατηγὸς ὑπ’ αὐτῶν ᾑρέθη.
stratēgòs hup’ autôn hēiréthē.

「彼らによって彼は将軍に選任された」
（"He was chosen by them as general"）
語尾の-θη- (-thē-)と-η- (-ē-)は、語源的には元々、受動態ではなく、能動の意味の自動詞だった。古典期のギリシア語でもしばしば自動詞の意味で用いられる。例えば、受動態ἐσώθην (esṓthē) (元はσῴζω <sōízō>、「私は救う」、"I save")はしばしば、「私は救われた」（"I was saved"）ではなく、「私は無事に帰還した」（"I got back safely"）の意味になる。
οὐκ ἐσώθη ἡ ναῦς εἰς τὸν Πειραιᾶ.
ouk esṓthē hē naûs eis tòn Peiraiâ.

「その船はピレウスへ無事に帰還しなかった」
（"The ship did not get back safely to Piraeus"）